# 和田誠 (評論家)
和田 誠（わだ まこと、11月7日 - ）は、日本のヘヴィメタル評論家、ラジオパーソナリティ。三重県桑名市出身、血液型A型。

## 人物
愛称はキャプテン、またはキャプテン和田。イラストレーターの和田誠とは同名異人物。
1970年代から新宿などのロック喫茶でDJとして活動し、1975年にオールナイトニッポン（ニッポン放送）のパーソナリティとしてデビュー。
1992年度には「FM STATION」全国人気投票で総合15位にランクされる。
1987年よりTBSのHR/HM番組「PURE ROCK」にレギュラー出演。
ジャーニーの全作品にて日本盤解説を執筆。その他、HR/HM全般のCDに解説を寄せている。ハロウィン、ガンマ・レイ、ブラインド・ガーディアン、アングラ、ゴットハード、ソナタ・アークティカなどのメンバーと親交が深い。
2006年2月より週1回更新のポッドキャスティング番組「キャプテン和田の劇的メタル」をスタートさせ、アーティストのインタビューや業界人とのトークを放送している。
2008年1月より大阪のFM COCOLOにて新番組「Captain Geki Rock 765」がスタート(2010年3月に終了)。
プロレス、水戸黄門にも造詣が深い。

## 出演番組
- ROCK WAVE（テレビ埼玉/月1第4水曜25:00 - 25:30）
- CAPTAIN-ROCK+PURE（FM大阪/2023年1月8日 - 、日曜22:30 - 23:00[2]）

### 過去出演番組
- ヤングパラダイス（ニッポン放送/1983年5月2日 - 1984年2月2日) [1]- クイズの王様として
- PURE ROCK（TBS）
- 和田誠のオールナイトニッポン（ニッポン放送）[1]
- 寺田恵子のオールナイトニッポン（ニッポン放送/木曜27:00 - 29:00） - 構成作家として
- フリーロードサウンド（RFラジオ日本）[1]
- 恋するスタジオ ザ・ポップ（RFラジオ日本）[1]
- HEAVYMETAL BOMBER（TOKYO FM）
- ミュージック・ゴーズ・オン（FM横浜）[1]
- ROCK DRIVE（FMヨコハマ/日曜24:00 - 25:00）2014年9月終了
- THE ROCK（FM-FUJI）
- Captain Geki Rock 765（FM COCOLO/火曜24:00 - 25:00）
- PURE ROCK 802（FM802/土曜26:00-29:00）
- afternoon navigator friday（FM大阪/金曜15:00 - 16:55）
- 和田誠のCAPTAIN ROCK（FM大阪/木曜25:00 - 29:00→土曜25:00 - 27:00）

## 著作
- ニューウェーブなぞなぞ（二見書房、1983）
- どうしようもなくヘヴィ・メタル―怒、怒、どうなってんの?（シンコー・ミュージック、1983）
- キャプテン和田のジャーマン・メタル（シンコーミュージック、1992）